# Euonymus vagans
Euonymus vagans är en benvedsväxtart som beskrevs av Nathaniel Wallich. Euonymus vagans ingår i släktet Euonymus och familjen Celastraceae. Inga underarter finns listade.